# Université polytechnique de Łódź
Ne doit pas être confondu avec Université de Łódź ou Université de médecine de Łódź.

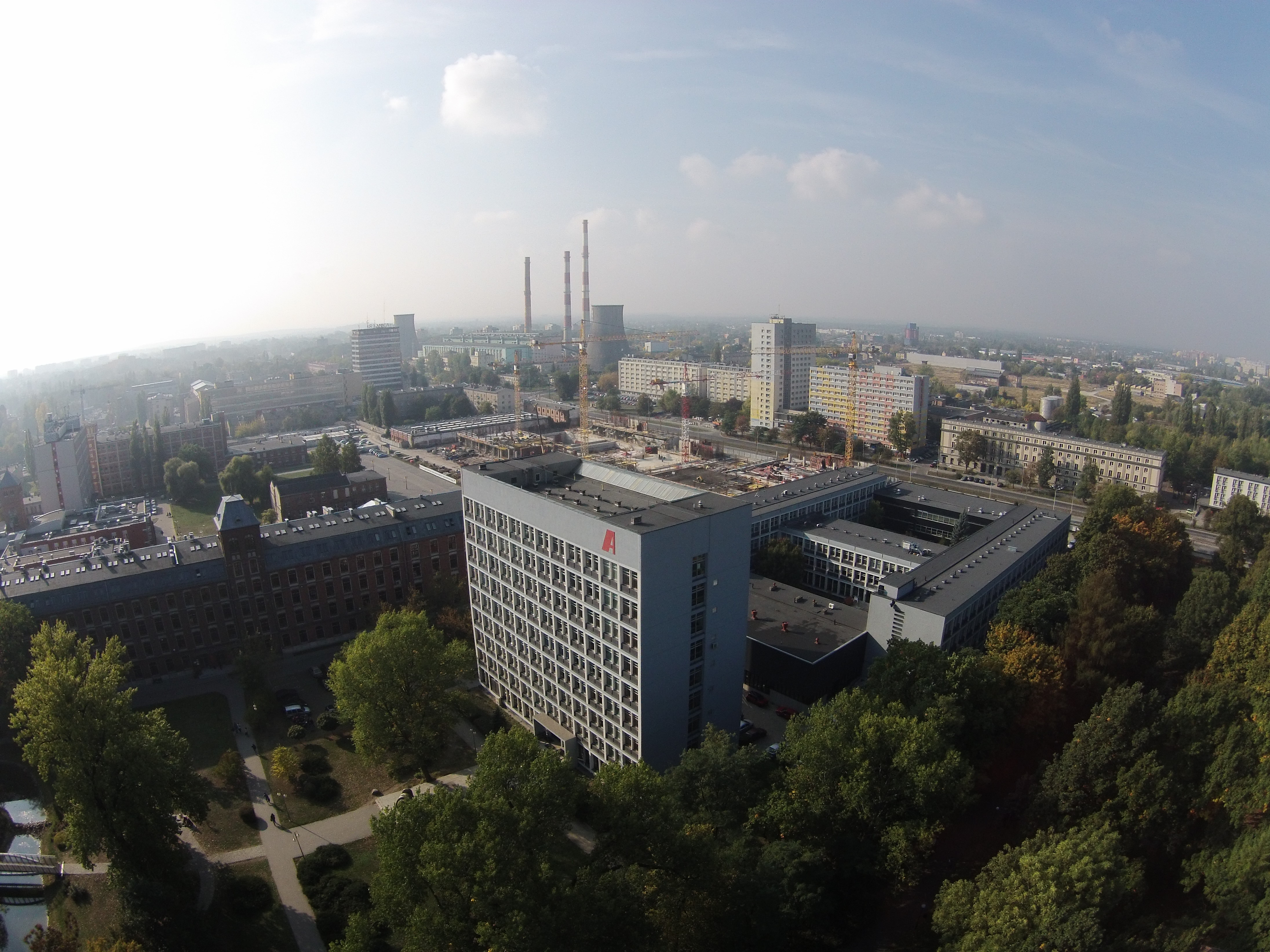
Campus A.

L’École polytechnique de Łódź ou université polytechnique de Łódź (en polonais : Politechnika Łódzka) est un établissement public d'enseignement supérieur technologique et de recherche polonais situé à Łódź.
Le bureau du recteur est situé dans la villa Reinhold Richter. Plus de 17 000 étudiants étudient actuellement à l'université.

## Histoire
L’École polytechnique de Łódź a été créée en 1945, dans un contexte où Varsovie avait été l'objet d'une destruction systématique par les Allemands à la suite de l'insurrection de Varsovie.

## Composition
- Faculté de génie mécanique (en polonais : Mechaniczny),
- Faculté d’électrotechnique, électronique informatique et automatique (en polonais : Elektrotechniki, Elektroniki, Informatyki i Automatyki),
- Faculté de chimie (en polonais : Chemiczny),
- Faculté de technologies des matériaux et design textile (en polonais : Technologii Materiałowych i Wzornictwa Tekstyliów),
- Faculté de biotechnologie et sciences de l'alimentation (en polonais : Biotechnologii i Nauk o Żywności),
- Faculté de génie civil, d'architecture et de l'ingénierie de l'environnement (en polonais : Budownictwa, Architektury i Inżynierii Środowiska),
- Faculté de génie physique, d'informatique mathématiques appliquées (en polonais : Fizyki Technicznej, Informatyki i Matematyki Stosowanej — FTIMS),
- Faculté d'organisation et de management (en polonais : Organizacji i Zarządzania),
- Faculté de génie chimique et de protection de l'environnement (en polonais : Inżynierii Procesowej i Ochrony Środowiska),
- Faculté internationale d'ingénieurs (en polonais : Centrum Kształcenia Międzynarodowego Politechniki Łódzkiej ; en anglais : International Faculty of Engineering — IFE), avec pour les étudiants étrangers : déclinaison en anglais et en français d'une partie des cours donnés en polonais, ainsi que la possibilité d'effectuer l'european project semester[4],[5],
- Centre de langues de l'école polytechnique de Łódź.

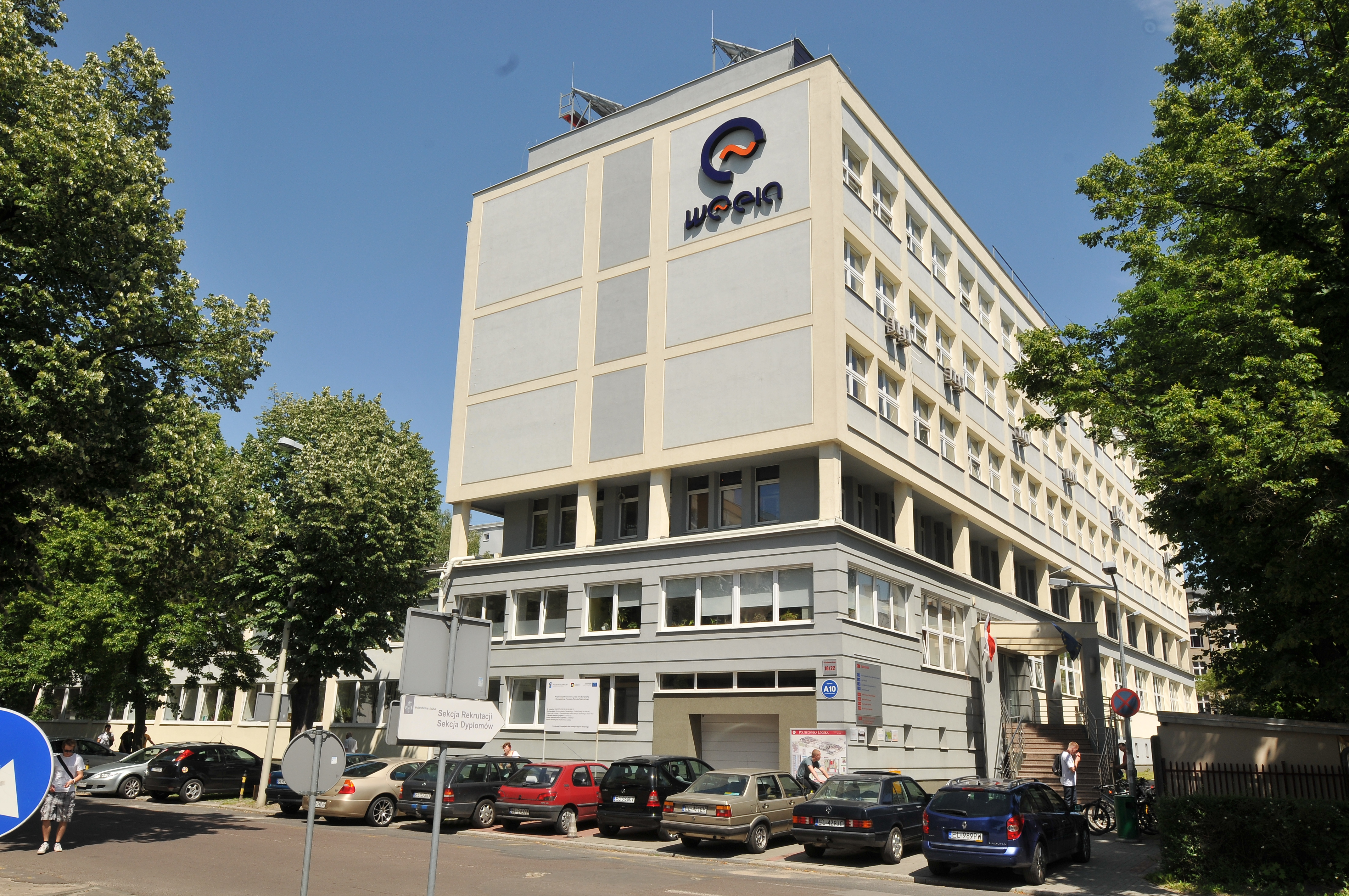
Faculté d'électrotechnique, électronique, informatique et automatique.
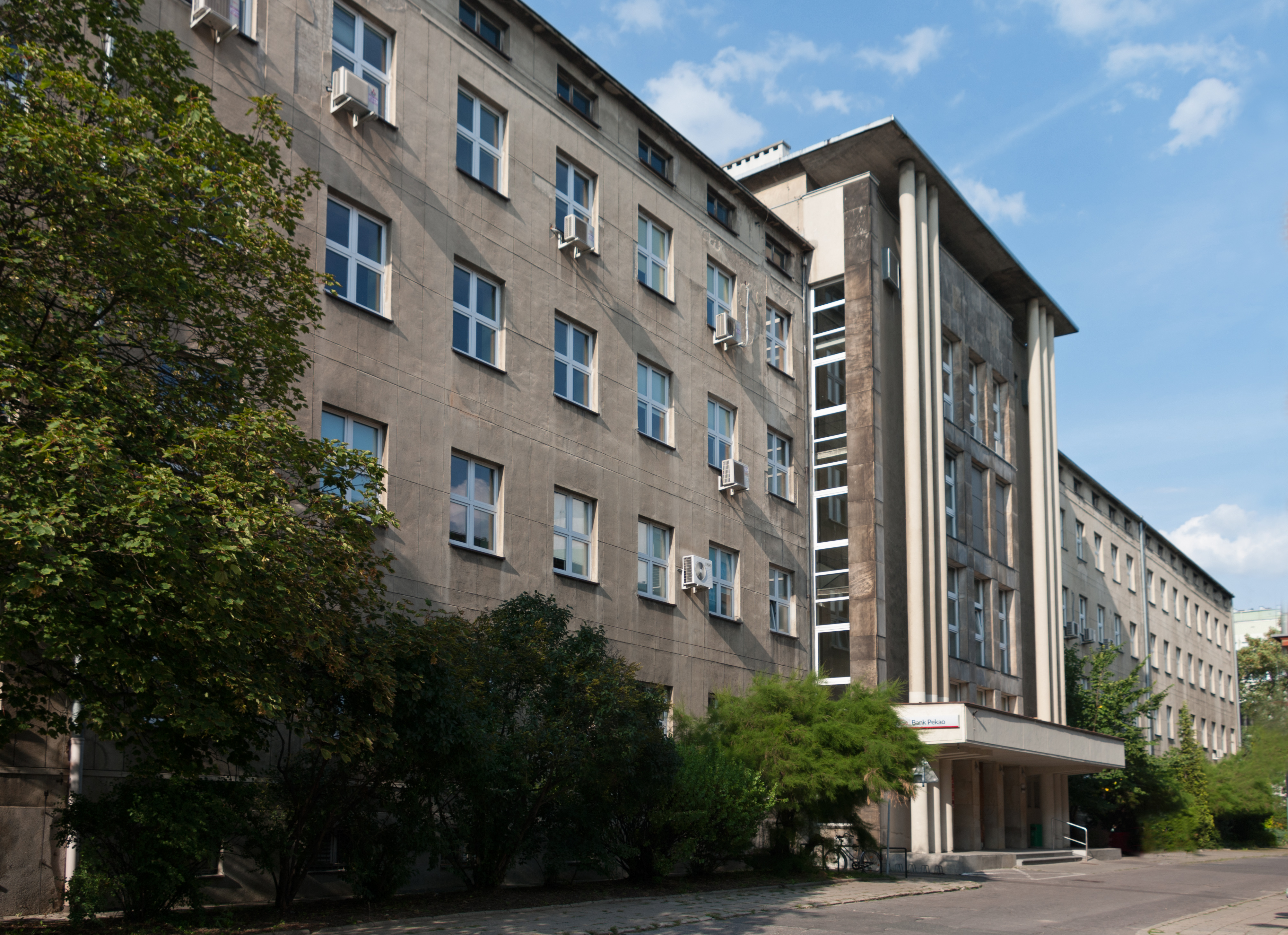
Faculté de chimie.
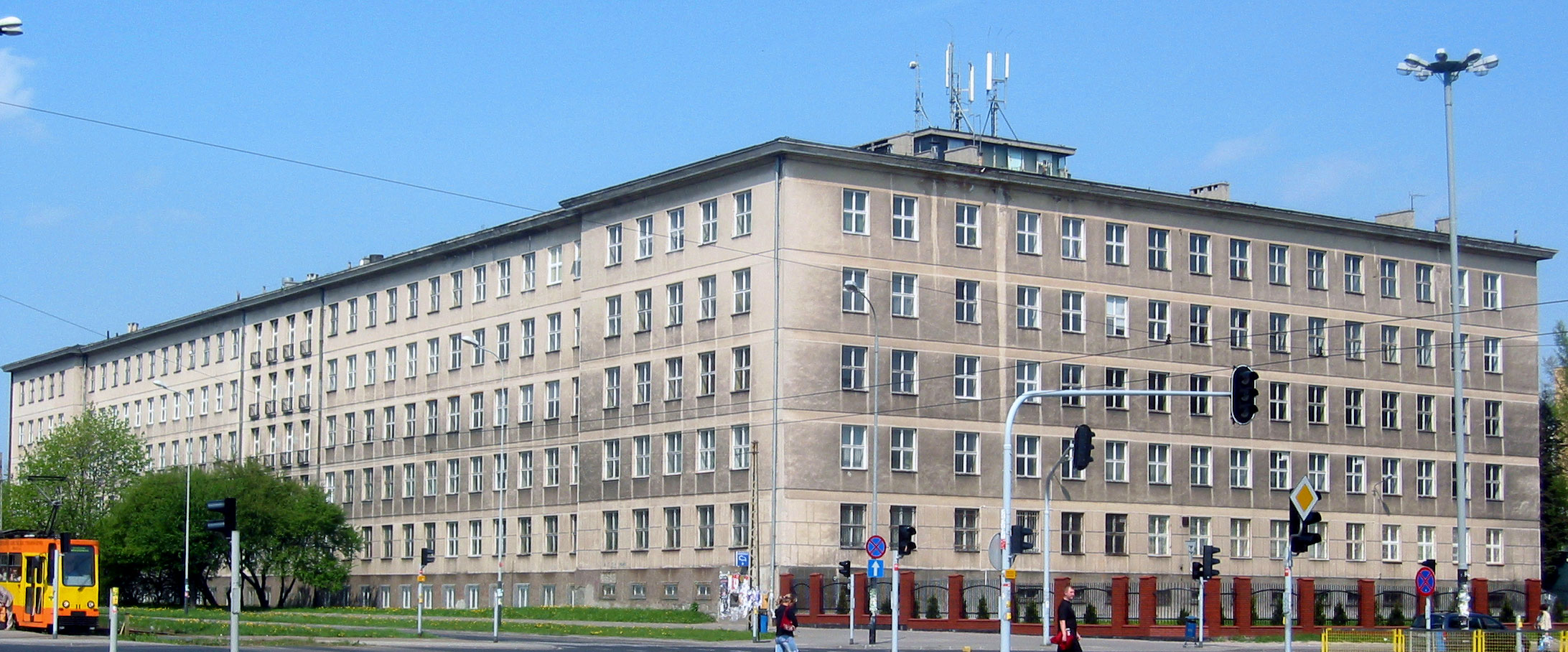
Faculté de technologies des matériaux et design textile.
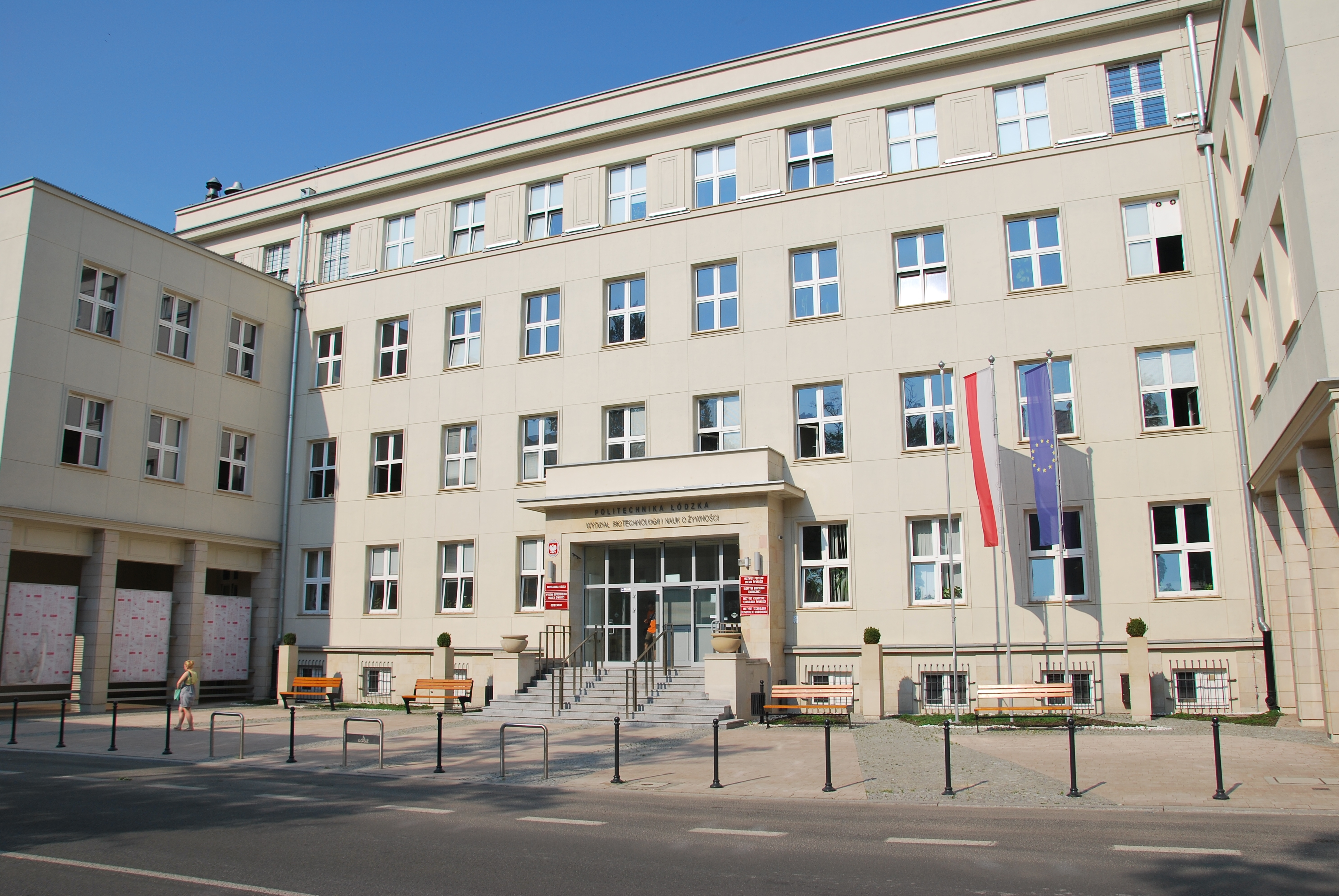
Faculté de biotechnologies et sciences de l'alimentation.
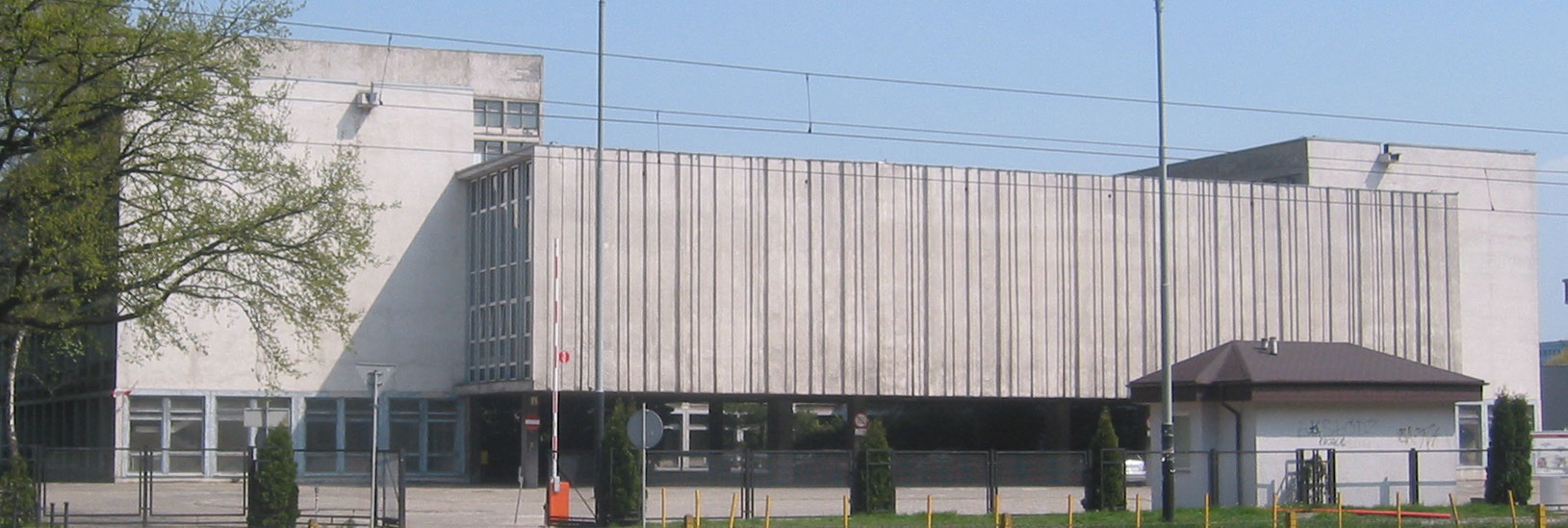
Faculté de génie civil, d'architecture et de l'ingénierie de l'environnement.
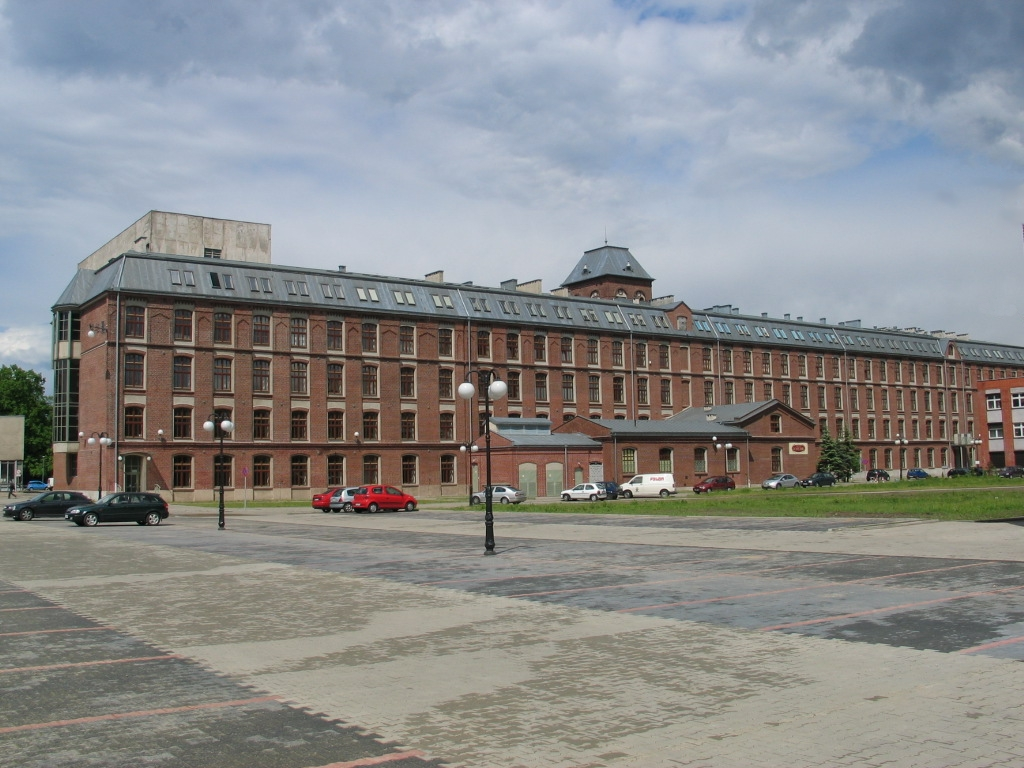
Faculté de génie physique, d'informatique technologique et de mathématiques appliquées.
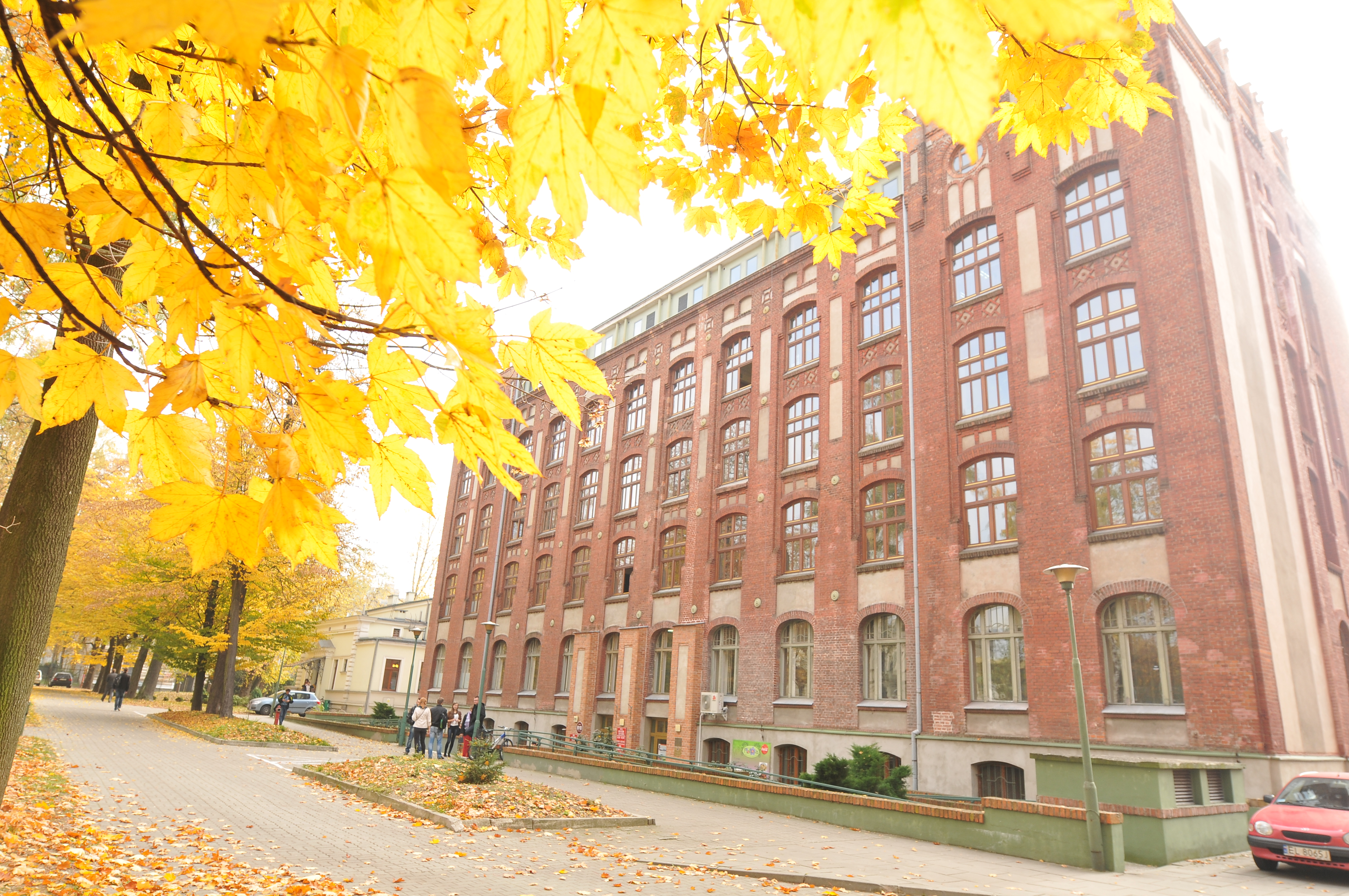
Faculté de génie chimique et de protection de l'environnement.
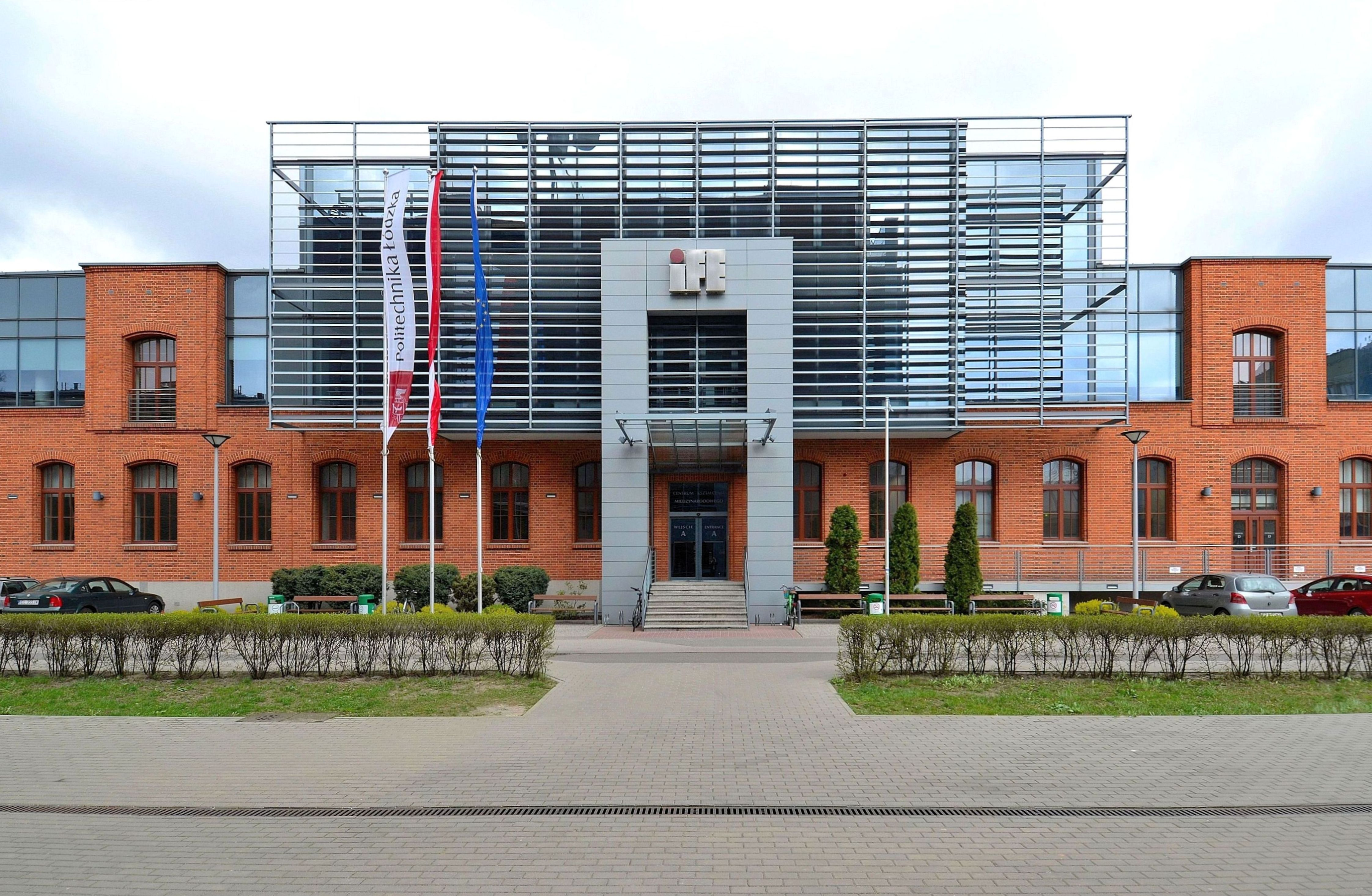
Faculté internationale d'ingénieurs.

## Coopérations universitaires
France
- Béthune : université d'Artois
- Chambéry : université de Savoie et groupe école supérieure de commerce de Chambéry-Savoie (double-diplôme),
- Clermont-Ferrand : école nationale supérieure d'architecture de Clermont-Ferrand,
- Cluny : école nationale supérieure d'arts et métiers (Arts et Métiers ParisTech) (double-diplôme),
- Corte : université de Corse,
- Lyon : institut national des sciences appliquées de Lyon (INSA Lyon), institut polytechnique de Lyon (IPL), école centrale de Lyon (double-diplôme), école nationale supérieure d'architecture de Lyon, université Lumière-Lyon-II et université de la Mode,
- Marseille : école centrale de Marseille,
- Mulhouse : université de Haute-Alsace
- Nantes : université de Nantes et Polytech' Nantes (double-diplôme),
- Paris : institut supérieur d'électronique de Paris (ISEP),
- Saint-Étienne : école nationale supérieure des mines de Saint-Étienne,
- Tarbes : école nationale d'ingénieurs de Tarbes (INP-ENIT) (european project semester),
- Toulouse : institut national des sciences appliquées de Toulouse (INSA Toulouse).

Autres pays

## Personnalités liées à l'université

### Étudiants
- Pawel Bejda, homme politique.

### Doctoratshonoris causa
Personnalités françaises
- Henri Benoît, de l'académie des sciences (1977)[8],
- Jean-Baptiste Donnet (1989),
- Jacques Streith (d) (1999),
- Geneviève Comte-Bellot, de l'académie des sciences (2001)[9],
- Jacques Barbe (2002)[10],
- Alain Vidal (2005)[11].